# Diecéze Potosí
Diecéze Potosí je římskokatolická diecéze, nacházející se v Bolívii.

## Území
Diecéze zahrnuje departement Potosí.
Biskupským sídlem je město Potosí, kde se nachází hlavní chrám diecéze, Katedrála Panny Marie Královny pokoje.
Rozděluje se do 50 farností.
Je součástí církevní provincie Sucre.

## Historie
Diecéze byla zřízena 11. listopadu 1924 bulou Praedecessoribus Nostris papeže Pia XI. z části území arcidiecéze La Plata.

## Seznam biskupů
- 1924–1968 Cleto Loayza Gumiel
- 1968–1983 Bernardo Leonardo Fey Schneider, C.SS.R.
- 1984–1996 Edmundo Luis Flavio Abastoflor Montero
- 1998–2009 Walter Pérez Villamonte
- 2009–2020 Ricardo Ernesto Centellas Guzmán
- od 2020 Nicolás Renán Aguilera Arroyo